# 列寧斯克-庫茲涅茨基
列寧斯克-庫茲涅茨基（Ле́нинск-Кузне́цкий）是俄羅斯克麥羅沃州庫茲巴斯地區的一個城市。2002年人口109,300人。
1764年開埠，時稱科利丘吉诺（Кольчу́гино），1922年改稱列寧斯克，1925年6月6日改為現名。
54°39′27″N 86°9′42″E / 54.65750°N 86.16167°E